# 吳時來
吳時來（1527年—1590年），字惟修，號悟齋，諡忠恪，浙江台州府仙居縣人，明朝政治人物，官至都察院左都御史。

## 生平
嘉靖二十八年（1549年）己酉科浙江鄉試舉人，三十二年（1553年）癸丑科三甲第十一名進士。禮部觀政，授松江府推官，任內抵禦倭寇進犯，升刑科給事中，彈劾罷免嚴嵩黨羽、兵部尚書許論、宣大總督楊順及巡按御史路楷。不久出使琉球，未遂。三十七年（1558年）再次彈劾嚴嵩，因其為徐階弟子，下獄後，張翀、董傳策、吳時來三人被拷問誰是主使，三人均不承認。不久，吳時來被貶戍橫州。
隆慶元年（1567年）二月升吏科右給事中，四月升工科左給事中，舉薦譚綸、俞大猷、戚繼光等人北上鎮守邊疆。出為撫治鄖陽，彈劾右僉都御史劉秉仁，十一月升順天府府丞，二年（1568年）三月任南京都察院右僉都御史、提督操江，四年（1570年）三月改巡撫廣東。但吏科都給事中光懋等彈劾他濫為舉薦他人，五月吏部尚書高拱趁機貶吳時來為雲南按察司副使，五年（1571年）二月再為高拱門生吏科都給事中韓楫所劾，罷職冠帶閒住。
明神宗即位，累薦不起。萬曆十二年（1584年）十月，以戶科右給事中周世選舉薦，起為湖廣按察司副使，十二月改任通政使司左通政，十三年（1585年）六月升大理寺卿，九月升刑部右侍郎，十四年（1586年）二月改任吏部右侍郎，十五年（1587年）三月任都察院左都御史，彈劾誠意伯劉世延怙惡抗旨。雖然吳時來早年彈劾權貴聲震朝野，但是因這十餘年的挫折，他的晚年更多是在權貴間虛與委蛇。不久，東林黨人饒伸、薛敷教、王麟趾、史孟麟、趙南星、王繼光接連彈劾吳時來，吳時來被迫辭職，未離京師之前，就已去世，贈太子太保，諡忠恪。禮部儀制司郎中于孔兼反對，被奪諡。

## 家族
祖父吳榮贊，義官；父吳炳臺，生員。母王氏。弟吳時教（生員）、吳時永。
有子吳錫岱。

## 著作
著有《橫槎集》。

## 其他
2007年，由国家广播电影电视总局电影卫星频道节目制作中心和北京东方佳艺影视公司联合拍摄电影《抗倭英雄吴时来》开拍（后改名《抗倭恩仇录》），由司小冬担任主导演，王冰扮演故事主角吴时来，故事讲述其在早年松江府任内进行抵抗倭寇的保卫战。

## 延伸阅读
[在维基数据编辑]
 《國朝獻徵錄·卷之八十三》，出自焦竑《國朝獻徵錄》
 《明史卷二百一十》，出自《明史》